# Планалту (Сан-Паулу)
Планалту (порт. Planalto)  —  муниципалитет в Бразилии, входит в штат Сан-Паулу. Составная часть мезорегиона Сан-Жозе-ду-Риу-Прету. Входит в экономико-статистический  микрорегион Сан-Жозе-ду-Риу-Прету. Население составляет 3798 человек на 2006 год. Занимает площадь 289,538 км². Плотность населения — 13,1 чел./км².
Праздник города — 3 апреля.

## История
Город основан в 1948 году.

## Статистика
- Валовой внутренний продукт на 2003 составляет 62.950.662,00 реалов (данные: Бразильский институт географии и статистики).
- Валовой внутренний продукт на душу населения на 2003 составляет 16.836,23 реалов (данные: Бразильский институт географии и статистики).
- Индекс развития человеческого потенциала на 2000 составляет 0,744 (данные: Программа развития ООН).

## География
Климат местности: тропический. В соответствии с классификацией Кёппена, климат относится к категории Cfa.